# Jarmila Šulcová
Jarmila Šulcová roz. Trojková (* 1935) je československá hráčka basketbalu (vysoká 178 cm).
Za basketbalové reprezentační družstvo Československa hrála celkem 86 utkání v letech 1956 až 1960 a má významný podíl na dosažených sportovních výsledcích. Zúčastnila se dvakrát mistrovství světa a dvakrát mistrovství Evropy v basketbale žen, na nichž získala celkem čtyři bronzové medaile za třetí místa (MS 1957, 1959 a ME 1958, 1960). Na mistrovství Evropy v basketbale žen 1958 v Polsku (Lodž) byla nejlepší střelkyní Československa se 64 body. Reprezentační kariéru zakončila po Mistrovství Evropy v Sofii 1960 (3. místo).
V československé basketbalové lize odehrála celkem 9 sezón (1954–1964), z toho osm za Slavia VŠ Praha a jednu sezónu za Tatran Ostrava, v nichž s týmem získala v ligové soutěži jedno třetí místo.

## Sportovní kariéra
- Klub: celkem ligových 9 sezón, z toho 1x 3. místo (1957), 2x 4. místo
- 1954–1959 Slavia VŠ Praha (Slavia ITVŠ Praha): 3. místo (1957), 5. místo (1956), 2x 6. místo (1955, 1958), 7. místo (1959)
- 1959/1960 Tatran Ostrava: 7. místo
- 1960–1962, 1963/1964 Slavia VŠ Praha: 2x 4. místo (1961, 1964), 5. místo 1962
- Československo: 1956–1960 celkem 86 mezistátních zápasů, na MS a ME celkem 174 bodů v 28 zápasech
- Mistrovství světa: 1957 Rio de Janeiro (35 bodů /7 zápasů), 1959 Moskva (28 /7), na MS celkem 63 bodů ve 14 zápasech
- Mistrovství Evropy: 1958 Lodž, Polsko (64 /7), 1960 Sofia (47 /7), na ME celkem 111 bodů ve 14 zápasech
- úspěchy:
- Mistrovství světa v basketbalu žen: 2x 3. místo (1957, 1959)
- Mistrovství Evropy v basketbalu žen 2x 3. místo (1958, 1960), nejvíce bodů (64) za Československo na ME 1958